# Biblioteca Reale (Torino)
La Biblioteca Reale di Torino è una delle più importanti istituzioni culturali della città, elemento parte del sito seriale UNESCO "Residenze Sabaude" iscritto alla Lista del Patrimonio dell'umanità dal 1997. Ha sede nel complesso del Palazzo Reale di Torino.

## Storia
Fu istituita nel 1839 da Carlo Alberto, che diede incarico al conte Michele Saverio Provana del Sabbione di raccogliere quanto rimasto del patrimonio librario nel Palazzo Reale dopo la donazione di Vittorio Amedeo II all'Università di Torino, e ciò che era stato sottratto dalle spoliazioni dell'età napoleonica.
Alle raccolte residue Carlo Alberto aggiunse i propri libri e tutti i volumi che gli venivano regalati da vari donatori.
Il bibliotecario Domenico Promis ebbe poi un ruolo fondamentale per lo sviluppo della biblioteca, individuando la possibilità di realizzare una raccolta specializzata nella storia degli antichi Stati Sardi e in argomenti militari, di araldica e di numismatica.
Nel 1840 la biblioteca possedeva già 30.000 volumi, tutti di notevole valore. La crescita del patrimonio comportò la sua sistemazione nell'ala sottostante alla Galleria del Beaumont, negli ambienti allestiti dall'architetto Pelagio Palagi. I pittori Marco Antonio Trefogli e Angelo Moja, basandosi su disegni del Palagi, dipinsero a monocromo la volta a botte del salone centrale, come attestano fogli di pagamento del 1841.
La crescita dell'istituzione rallentò notevolmente con l'avvento al trono di Vittorio Emanuele II, poco sensibile alla cura dei beni librari, e con lo spostamento della capitale dapprima a Firenze e poi a Roma.
I sovrani comunque continuarono ad inviare a Torino i libri ricevuti in omaggio.
Un'importante acquisizione si determinò attraverso il dono del codice sul volo degli uccelli di Leonardo da Vinci da parte del conte Teodoro Sabachnikoff.
L'avvento della Repubblica all'indomani della seconda guerra mondiale vide la biblioteca passare, sia pure dopo un lungo contenzioso con i Savoia terminato nel 1973, allo Stato italiano.

## Patrimonio
La biblioteca attualmente conserva circa 200 000 volumi a stampa, 4 500 manoscritti, 3 055 disegni, 187 incunaboli, 5 019 cinquecentine, 20 987 opuscoli, 1 500 pergamene, 1 112 periodici, 400 album fotografici, e numerose incisioni e carte geografiche.

### L'Autoritratto di Leonardo da Vinci

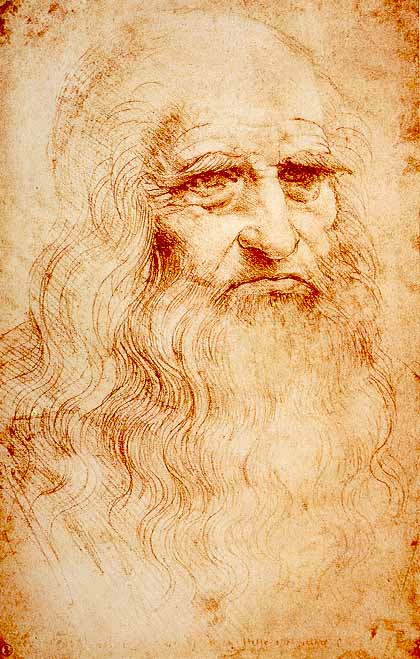
L'Autoritratto di Leonardo da Vinci, ca 1513

Tra i materiali conservati, il cimelio più importante è costituito dall'Autoritratto di Leonardo da Vinci, venduto al Re Carlo Alberto dal collezionista Giovanni Volpato nel 1839 e custodito in un reparto sotterraneo della biblioteca.

### I disegni di scuola svizzera
Nella collezione di disegni, accanto ai capolavori di Hans Burgkmair, Albrecht Dürer, Wolfgang Huber, Nicolas Knüpfer, Christian Wilhhelm Ernst Dietrich, nella sezione dedicata ai maestri di cultura tedesca, figurano soltanto tre esemplari di scuola svizzera.
Con l'acquisto da parte di Carlo Alberto della raccolta di Giovanni Volpato nel 1839 sono entrati nella collezione un autografo del pittore settecentesco Sigmund Freudenberger e due disegni dell'artista cinquecentesco Urs Graf. Questi, a penna e inchiostro grigio e nero, raffigurano Due coppie di contadini che ballano, hanno data del 1528 e sono firmati con il monogramma impiegato da Graf fin dal 1518, una lettera G attraversata dal pugnale.
I due fogli fanno parte di una serie di altri disegni ad uguale soggetto conservati rispettivamente a Parigi (École des Beaux-Arts), a Abbazia di Saint-Winoc (Museo di Bergues), a Basilea e Berlino (Kupferstichkabinett) e al Paul Getty Museum di Los Angeles C'è un richiamo ad un medesimo tema realizzato da Albrecht Dürer nel 1514, ma qui Graf ha voluto evidenziare la depravazione e la carnalità dei due, dai visi invecchiati e dagli abiti laceri.